# Albert Meyer (politico)
Albert Meyer (Fällanden, 13 marzo 1870 – Zurigo, 22 ottobre 1953) è stato un politico svizzero.
Nel dicembre 1929 è stato eletto nel Consiglio federale svizzero, rimanendovi fino al dicembre 1938. Nel corso del mandato ha guidato il Dipartimento federale dell'interno dal 1930 al 1934 e il Dipartimento federale delle finanze dal 1934 al 1938.
Era rappresentante del Partito Liberale Radicale.
Ricoprì la carica di Presidente della Confederazione svizzera nel 1936.